# Khan 7 Makara
Khan 7 Makara är ett distrikt i Kambodja.   Det ligger i provinsen Phnom Penh, i den södra delen av landet. Huvudstaden Phnom Penh ligger i Khan 7 Makara. Antalet invånare är 96 192.